# Еврейско-славянские диалекты
Еврейско-славянские диалекты (кнаанит, Kna`anith; самоназвание — Lešoneynu «наш язык») — условное название нескольких диалектов и регистров славянских языков, на которых говорили кенааниты, евреи, жившие в Средние века в славянских странах.
Отдельные свидетельства бытования языка кнаанит известны по славянским глоссам или отдельным словам из средневековых иудейских текстов, и
данных центрально- и восточноевропейской еврейской ономастики. Наиболее
ранние данные использования славянских языков евреями, проживавшими в Центральной и Восточной Европе относятся к X—XI векам. Полностью процесс вытеснения их из устного обихода завершился в XVII веке.

## История
Название кнаанит (англ. Knaanic) связано с обозначением славянских стран термином Kna`an (др.-евр. כנען‬) — Ханаан, встречающимся в еврейских текстах.
Лингвист Александр Бейдер, основываясь на обобщении данных еврейских и христианских источников, приходит к выводу, что набор наиболее распространённых личных имён и отдельные особенности
произношения иврита свидетельствуют о реальности этнических различий между еврейским населением Западной и Центральной и Восточной Европы в период раннего Средневековья. Так обосновывается тезис о независимом от западноевропейских ашкеназов происхождении кенаанитов. Славянский язык последних в качестве основного разговорного или родного языка окончательно вытесняется пришедшим из западных земель идишем в XV—XVI веках в Богемии и к середине XVII века — после Хмельнитчины — также у евреев Речи Посполитой.
Не сохранился ни один самостоятельный текст, написанный на средневековом иудео-славянском языке. В лучшем случае известен ряд славянских слов и выражений в виде отдельных вкраплений в текстах на иврите и идише. На протяжении всей своей истории этот язык был бесписьменным и употреблялся только в обиходной устной речи. Его статус в еврейской культуре, видимо, оставался очень низким. По своему значению он уступал не только ивриту — языку синагогального богослужения и религиозной литературы, но и пришедшему из западных стран идишу. Здесь показательно отмеченное израильским лингвистом С. Арслановым существующее в идише характерное для baby talk противопоставление славянской и германской речи. Так, славянские заимствования в идише включают обозначения степеней родства, представляющих собой обращения детей ко взрослым и старших родственников к младшим («тате», «бобе», «зейде» и др.); при этом для обозначения взрослыми членами семьи представителей младших поколений применяется исключительно германская лексика. Предполагается, что в периоды ассимиляции славяноязычных еврев Центральной и Восточной Европы германоговорящими евреями бесписьменный славянско-еврейский язык, воспринимался в качестве социально наименее престижного языка детской и женской половины дома.
Наиболее известен еврейско-чешский вариант древнечешского языка, на котором говорили богемские и моравские евреи до массового наплыва идиш-говорящих ашкеназов из Германии и затем переселения и тех, и других на восток и северо-восток в пределы Речи Посполитой. Однако ничего неизвестно о его отличиях от языка окружающего населения. Скорее всего, как и в случае с другими средневековыми еврейскими языками Европы, отличия были минимальны и ограничивались вкраплением древнееврейских и арамейских слов и использованием еврейского алфавита.
Группа чешских исследователей (О. Блаха, Р. Дитманн, К. Комарек,
Д. Полякович, Л. Улична) вновь проанализировала славянские глоссы в средневековых рукописях книг «Ор заруа» Ицхака бен Моше из Вены (ок. 1180—1250), «Симаней ор заруа» его сына Хаима Элиэзера бен Ицхака и «Аругат ха-босем» Авраама
бен Азриэля (XII век). Большая часть славянских слов и выражений, которая читается в средневековой еврейской литературе, происходит из этих трёх источников. Учёные обосновали тезис, что «ханаанские глоссы» в этих текстах отражают средневековое состояние именно чешского языка, и отсутствие в них отдельных фонетических явлений, которые характерны для других славянских языков, в том числе польского. Наиболее показательно, что «ханаанские глоссы» отразили отсутствие в разговорном еврейско-славянском языке носовых согласных.
Имеются сведения также о существовании евреев в Киевской Руси, которые, возможно, также говорили на еврейском варианте древнерусского языка в XI—XIII веках, и вплоть до XV века. В то же время, так как «древнерусские» евреи происходили в основном из Хазарии, их разговорным языком мог быть хазарский язык, что косвенно подтверждается Киевским письмом.
Израильский лингвист Пауль Векслер в противовес взглядам Макса Вайнрайха о поздних славянских заимствованиях в идише выдвинул гипотезу о славянском (лужицком) происхождении языка идиш посредством германизации кнаанита.

## Возможное наследие
Вопрос следов средневекового славяно-еврейского субстрата в центрально- и восточноевропейских диалектах идиша исследовал, в частности В. А. Москович, который обращает внимание, что из 120 славянских слов, известных из еврейских письменных средневековых источниках, по меньшей мере двадцать известны также как славянские заимствования в идише. Торпусмана также проводит реконструкцию славяноязычных еврейских имён на основе данных по современной ашкеназской ономастике. Учёный приходит к выводу, что весьма существенная часть фамилий ашкеназов в прошлом образована от женских личных имён, которые появились в первоначально
славяноязычной среде.
Считается, что от кенаанитов в среде ашкеназов сохранились личные имена, в основном женские: Злате (ср. чешское злата — «золотая»), Зейде (ср. белорусское дзед — «дед»), Слове (славянское слава), Хволе (славянское хвала), Бадане (ср. белорусское багдана, то есть `Богом данная`), Черна, Чарна (то есть «чёрная») и др. Мужские имена кенаанитов евреев сохранились до позднего времени в составе фамилий, таких как Живов (от древнего имени Жив, соответствовавшего Хаим, Хай). Крымчаки, которые также ассимилировали часть славяноязычной общины кенаанитов, смогли сохранить женские имена Прва (от древнеславянского първа, то есть «первая»), Зденка (`жданая`, ср. чешское Зденка) и др.

## Изучение
Изучение истории славяно-еврейских языковых, культурных, литературных и религиозных контактов составляет особое междисциплинарное направление исследований на гранях иудаики, славистики, европеистики и востоковедения.